# José Benlliure y Gil

José Benlliure y Gil, Carnevale a Roma

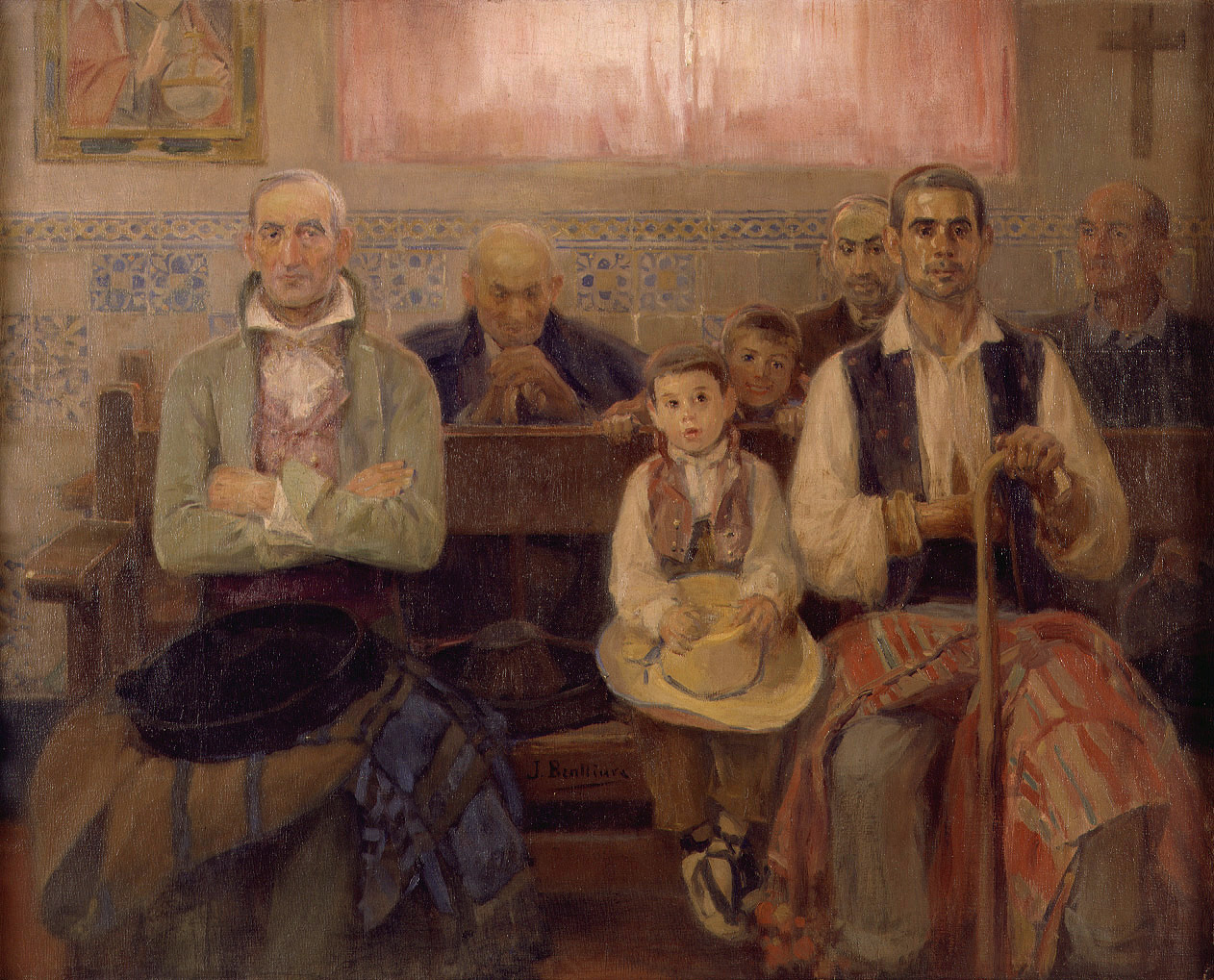
José Benlliure y Gil, Messa, Museo di Belle Arti di Valencia

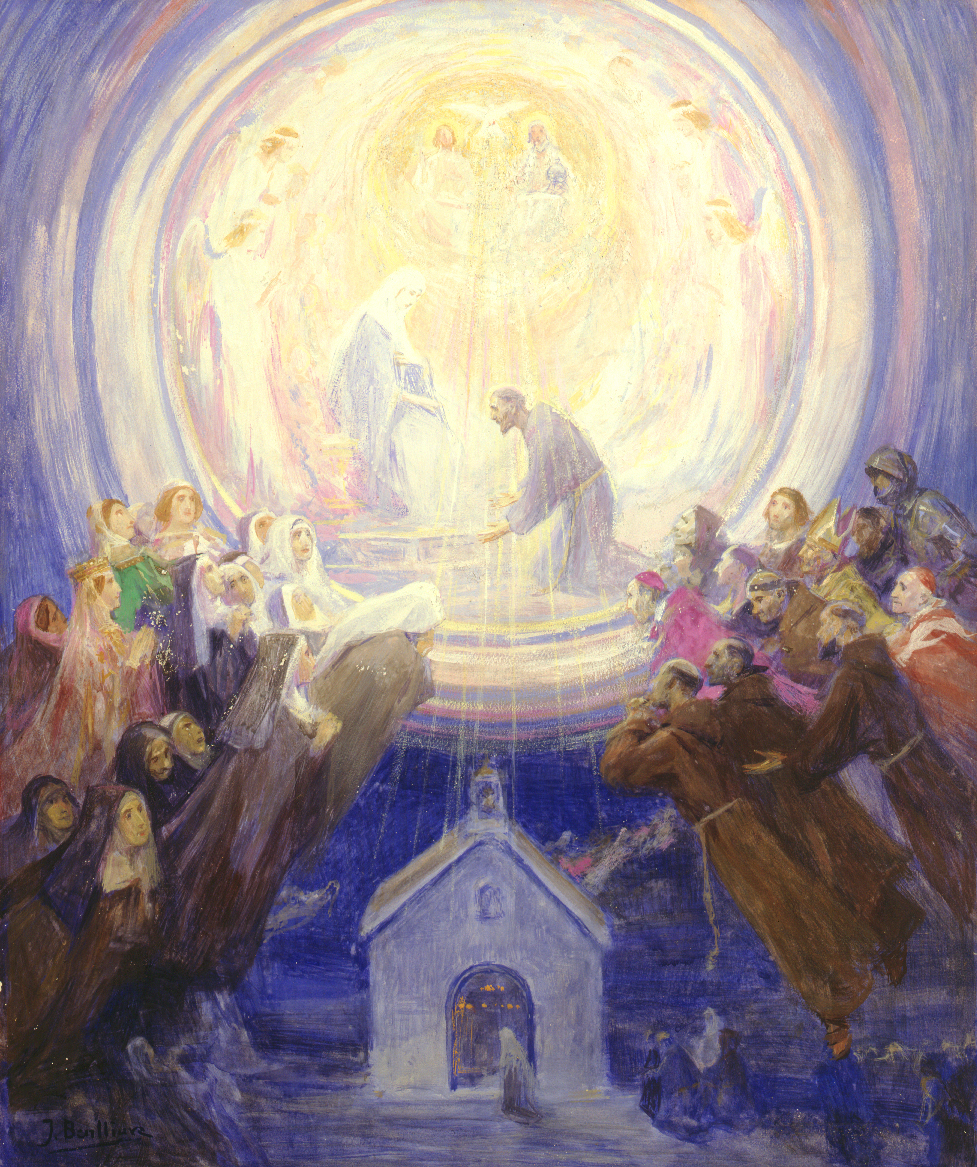
José Benlliure y Gil, Apoteosi di San Francesco

José Benlliure y Gil (Valencia, 1º ottobre 1855 – Valencia, 5 aprile 1937) è stato un pittore spagnolo.

## Biografia
José Benlliure y Gil, nato nel quartiere Cabañal-Cañamelar di Valencia, apparteneva ad una famiglia di artisti. Suo padre Juan Antonio era pittore. Da sua madre, Angela Gil, José Benlliure prese il secondo cognome. Anche suo figlio, José Benlliure Ortiz (1884–1916) è stato pittore. Alla precoce morte del figlio, José ne donò molte opere al Museo delle belle arti di Valencia "San Pio V". Suo nipote era l'architetto, scultore e pittore José Luis Benlliure López de Arana, che era figlio dello scultore Mariano Benlliure, fratello di José; anche un altro fratello di José, Juan Antonio Benlliure y Gil, è stato pittore.

### Formazione e attività artistica
Dopo gli studi all'Accademia di belle arti "San Carlos" di Valencia, José Benlliure collaborò con suo padre e completò la formazione artistica nello studio del pittore Francisco Domingo Marqués. A partire dal 1875 inviò sue opere all'Esposizione di Madrid. Al Salon di Parigi espose quadri di genere, su soggetti spagnoli e dipinti a carattere religioso, in cui esprimeva una adesione profonda al Cristianesimo. Si inserì nella corrente del simbolismo e col trascorrere del tempo la sua pittura divenne sempre più diafana e surreale.
Trasferitosi a Roma, è stato un punto di riferimento per la colonia di artisti spagnoli. Sposò Maria Ortiz nel 1880 e a Roma nacque suo figlio. Dal 1903 al 1913 è stato professore all'Accademia spagnola di belle arti di Roma. Il re di Spagna Amedeo di Savoia gli commissionò il ritratto di suo figlio Emanuele Filiberto di Savoia-Aosta, divenuto infante di Spagna e Principe delle Asturie.
In molti suoi dipinti la scena è dominata da una sorta di horror vacui che appesantisce lo sguardo d'insieme e distoglie l'attenzione dai particolari.

### Opere scelte
- Il mese di Maria a Valencia, Neue Pinakothek, Monaco di Baviera
- San Francesco, Neue Pinakothek, Monaco di Baviera
- La visione del Colosseo, Museo delle belle arti di Valencia "San Pio V"
- Visione di martiri a Roma, Museo provinciale di belle arti San Carlos, Valencia